# Uran(V)-chlorid
Uran(V)-chlorid ist eine chemische Verbindung des Urans aus der Gruppe der Chloride.

## Darstellung
Uran(V)-chlorid kann durch Reaktion von Uran(VI)-oxid mit Tetrachlorkohlenstoff gewonnen werden, wobei eine vorher hergestellte Menge der Verbindung als Katalysator dient.
{\displaystyle {\ce {4 UO3 + 10 CCl4 -> 4 UCl5 + 10 COCl2 + O2}}}
Es kann auch durch Reaktion von Uran(IV)-chlorid mit Chlor im Wirbelschichtreaktor bei 550 °C gewonnen werden.

## Eigenschaften
Uran(V)-chlorid liegt in Form eines rotbraunen, mikrokristallinen Pulvers oder als schwarzrote Kristalle mit metallisch glänzenden Oberflächen vor. Er ist im Gegensatz zu Uran(IV)-chlorid in flüssigem Chlor löslich. Die Verbindung ist sehr hygroskopisch und zersetzt sich in Wasser oder beim Erhitzen in Uran(VI)-chlorid und Uran(IV)-chlorid. Mit organischen Lösungsmitteln wie Alkoholen, Aceton, Diethylether oder Dioxan reagiert sie. Mit einigen anderen Lösungsmitteln wie Tetrachlorkohlenstoff, Kohlenstoffdisulfid und Thionylchlorid bilden sich stabile Lösungen. Die Verbindung besitzt meist (α-Form) eine monokline Kristallstruktur mit der Raumgruppe P21/n (Raumgruppen-Nr. 14, Stellung 2) und den Gitterparametern a = 799 pm, b = 1069 pm, c = 848 pm und β = 91,5°. Es kommt jedoch auch eine trikline β-Form mit der Raumgruppe P1 (Nr. 2) vor, die durch Kristallisation von Uran(VI)-chlorid mit Tetrachlorkohlenstoff oder Dichlormethan entsteht.